# Davos Mořský

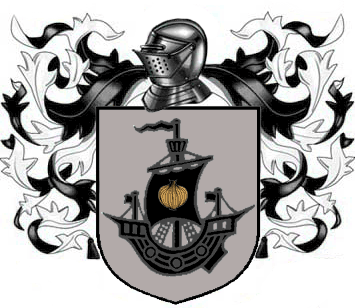
Erb rodu Mořských, vytvořený Davosem osobně

Davos Mořský je fiktivní postava z knižní série Píseň ledu a ohně. Je to neurozený člověk z Blešího zadku v Králově přístavišti, který se dokázal propracovat do pozice pobočníka krále Úzkého moře, Stannise Baratheona. Spolu se svými syny velí třem lodím Královské flotily, Černé Beth, Přízraku a Lady Mary. Vlastní rodové sídlo na Mysu Bouří spravované jeho manželkou Marií.

## Vzhled a chování
Davos je vzhledem nevýrazný muž s hnědými vlasy a hnědýma očima. Na krku nosí malý kožený váček s useknutými prvními články prstů levé ruky, které mu podle jeho vlastních slov dodávají štěstí. Je nesmírně loajální ke Stannisovi, ve všem naprosto upřímný a poctivý, a je pravověrný ve víře v Sedm, i když nikdy neměl žádné sklony k fanatismu, kterému propadli i jeho synové a přátelé.

## Historie

### Před knihami
Davos se narodil v Bleším zadku v králově přístavišti, kde prvních pár let svého života prožil v naprosté chudobě. Poté se nechal zaměstnat jako námořník na Kostkované kočce, lodi Tyrošana Rora Uhorise. Když však byl Roro popraven za obchodování s divokými, Davos si našel vlastní loď, kterou pojmenoval Černá Beth. Brzy se stal jedním z nejznámějších pašeráků na Úzkém moři. Během Robertovy rebelie se vyznamenal dodáním nákladu jídla do obležené pevnosti Bouřlivý konec, který obsahoval mj. cibule. Obránci pevnosti v čele se Stannisem Baratheonem mu byli silně vděční, a po konci rebelie, kdy jejich strana zvítězila, mu Stannis nabídl prominutí jeho pašeráctví, rytířství a malé pozemky s hradem na Mysu Bouří. Měl jen jednu podmínku, jako trest za roky pašeráctví mu usekne první články všech prstů levé ruky. Davos souhlasil, jen pokud rozsudek vykoná Stannis osobně. Články prstů si pak schoval do koženého váčku, který od té doby nosí neustále na krku. Odcestoval se Stannisem na Dračí Kámen, aby tam Stannisovi neoficiálně radil a pomáhal mu. Jeho synové získali dobrá místa u dvora a ve Stannisově armádě. Vše bylo nádherné až do vraždy Stannisova přítele Jona Arryna.

### Hra o trůny
Davos samotný v první knize zmíněn není. Je jen zmíněno, že Stannis již odhalil, že následník trůnu Joffrey je králův levoboček, a tudíž falešný následník trůnu, a tak urychleně odjíždí na Dračí kámen připravit své věrné k válce.

### Střet králů
Po Stannisově příchodu na Dračí kámen se věci dostávají do pohybu. Stará víra v Sedm je zavržena v prospěch nového boha, rudého R'hllora. Stannisovi staří přátelé a pomocníci jsou zavrženi ve prospěch Melisandry, rudé kněžky. To vše Davos těžce nese. Většina jeho synů však s novým náboženstvím souhlasí a fanaticky ho prosazují. Za této situace se Stannis prohlásí králem Sedmi království (s faktickou mocí pouze na oblast Úzkého moře). Spolu s Davosem a Melisandrou pak pluje do Bouřlivého konce, kde za pomoci Melisandřiny černé magie zavraždí svého bratra Renlyho. Stejným způsobem pak s Davosovou pomocí vraždí i kastelána Bouřlivého konce, Cortnaye Penroseho. S nově připojenou armádou Stannisova bratra pak útočí po moři na Královo přístaviště, kde padnou do lsti připravené Tyrionem Lannisterem. Čtyři Davosovi synové se utopí a Davos sám vyvázne z bitvy na Černovodě jen s boží pomocí. Zde Davos ztrácí svůj váček s prsty.

### Bouře mečů
Davos se probouzí na osamělé skále v Černovodém zálivu. Je zraněný, bez svého amuletu, ale živý. Po několik dní přežívá na krabím mase, až ho nakonec zachrání loď piráta Salladhora Saana, Stannisova přívržence. Ten mu vysvětluje situaci: většina Stannisovy armády buď padla na Černovodě, nebo se přidala k Lannisterům, a poslední zbytky Stannisova loďstva se stáhly na Dračí kámen. Tam se rozpoutalo fanatické šílenství, při kterém Melisandra nemilosrdně popravuje královy nepravověrné přívržence. Davos se tak rozhodne zabít Melisandru. Melisandra, která to pomocí své moci zjistí, ho však nechá zajmout. Ve vězení se Davos setkává s Alesterem Florentem, bývalým pobočníkem krále, který se také pokusil přidat k Lannisterům a má být brzy upálen. Davos je později propuštěn z vězení a jmenován lordem Dešťolesa a pobočníkem krále. Jako takový mu připadá povinnost vyřizovat královu korespondenci. Dostane se tak k dopisu z Noční Hlídky, ve kterém mistr Aemon žádá všechny západozemské krále o pomoc proti armádě Manceho Nájezdníka. Davos tak přesvědčí krále, aby urychleně s celým vojskem odplul do Východní hlídky u moře. Stannisova armáda pak skutečně poráží Divoké.

### Hostina pro vrány
Davos sám v knize nevystupuje. Cersei Lannister v Králově přístavišti se dovídá, že Davos odjel do Bílého přístavu, aby pro Stannise domluvi spojenectví s lordem Manderlym. Lannisterové ale uzavřeli spojenectví dříve, a Davosova hlava tak údajně zdobí zdi Bílého přístavu.

### Tanec s draky
Davos odjíždí z Východní hlídky spolu s loďstvem Salladhora Saana směrem do Bílého přístavu. Po cestě však Saanovy lodě zastihne bouře a většina flotily se rozbije o Skagoské útesy. Znachucený Saan se zříká Stannise a vyjíždí loupit a přepadat lodě jako dříve. Davose vysazuje do malého člunu, se kterým Davos dopluje až na ostrov Milá sestra. Zde, v pevnosti Vlnolam vládne Godric Borrell, kterého Davos požádá o převoz do Bílého přístavu. Po dlouhém vyjednávání mu Borrell opravdu zajistí místo na lodi do Bílého přístavu. Tam Davose přijme lord Manderly. Davos šokovaně zjišťuje, že jsou přítomni Freyové, spojenci Lannisterů. Těm už se podařilo Manderlyho přimět ke spolupráci. Manderly si tak jen vyslechne Davose a následně ho nechá popravit. Davose však odvedou do žaláře, kde ho drží další týden. Pak ho přijde navštívit sám Wyman Manderly a řekne, že to celé bylo jen divadlo pro Freye, že se rád přidá ke Stannisovi, ale teprve až bude nalezen právoplatný dědic Robba Starka, Rickon. Ten byl však údajně zabit Theonem Greyjoyem na Zimohradě. Wyman však povolává svědka, němého Theonova panoše jménem Wex Štít. Ten vysvětluje, že Rickon přežil a byl odveden Ošou ze Svobodného lidu na souostroví Skagos, známé lidožrouty. Tam se má Davos vypravit pro Rickona.